# Federazione cestistica del Turkmenistan
La Federazione cestistica del Turkmenistan è l'ente che controlla e organizza la pallacanestro in Turkmenistan.
La federazione controlla inoltre la nazionale di pallacanestro del Turkmenistan e ha sede ad Aşgabat.
È affiliata alla FIBA dal 1998 e organizza il campionato di pallacanestro del Turkmenistan.